# 스마트 핑거 무비
스마트 핑거 무비 (Smart Finger Movie)는 '스마트 핑거'와 '무비'라는 단어를 합친 합성로 영화 제작사인 클로버E&I가 세계 최초로 도입한 용어이다. 스마트폰과 태블릿 PC 그리고 IPTV와 같은 스마트 기기에서 관람을 목적으로 제작된 영화이다. 스마트 핑거 무비 형태로 제작된 첫 영화는 <나이틴 : 쉿! 상상금지!>이다.

## 개요
스마트 미디어 시대에 ‘손가락 하나 까닥’하는 최소한의 행위로 ‘즐거움’을 소비하려는 경향이 짙어지고
있음. 이에 따라 ‘간결하고 짧은 콘텐츠’가 호응을 받고 있음.

## 제작 사례
<나인틴 : 쉿! 상상금지!>
4월20일 디지털 미디어를 통해 공개되며 여러 블록보스터 영화들을 제치고 온라인 검색어와 다운로드를 석권하며 대중의 관심을 받았다. 스마트 핑거 무비 제작 특성상 일반 영화에 비해 적은 제작비와 신인 배우들 만으로 완성된 모바일 콘텐츠가 이뤄낸 성과로 웹드라마로 지칭 되는 시장 최초로 유료화에 성공한 사례로 들고있다. 2015년 6월 3일 영화 버전 무삭제 확장판이 추가로 공개되었다.

## 참고 정보
한국콘텐츠진행원 : http://www.kocca.kr/cop/bbs/view/B0000141/1824521.do?menuNo=200898
클로버E&I 페이스북 : https://www.facebook.com/cloverEnI?ref=hl
기사 : http://news1.kr/articles/?2172878
http://star.mbn.co.kr/view.php?no=417436&year=2015&refer=portal
<나인틴 : 쉿! 상상금지!> 영화 소개
http://movie.naver.com/movie/bi/mi/basic.nhn?code=133160
http://www.sportsworldi.com/content/html/2015/05/28/20150528001331.html?OutUrl=naver